# Giovanna
Giovanna o Giovana es un nombre propio femenino de origen hebreo (su masculino es Giovanni, es equivalente a Joanna, Jane, etc. en inglés y variante de Juana en español. Algunas formas diminutivas son Gianna, Giovi, Giova, Gio, Vanna, Giogi, Giovannina, Giannina, Nina.
Su significado es "Dios es propicio" o "Dios se ha apiadado".

## Santoral
- 18 de diciembre, Santa Juana

## Variantes
- Masculino: Giovanni, Giovani o Giovan, Giovann.

### Variantes en otros idiomas
- Español: Juana
- Inglés: Joanna, Jane

## Personalidades
- Giovanna Amati, conductor profesional italiano.
- Giovanna Antonelli, actriz brasileña.
- Giovanna Bassi, bailarina italiana.
- Giovanna Blanco, yudoca venezolana.
- Giovanna Borradori, profesor de Filosofía de la Universidad de Vassar.
- Joni James (nacida Giovanna Carmella Babbo), cantante estadounidense de música pop tradicional.
- Giovanna Marini, cantautora italiana.
- Giovanna Mezzogiorno, actriz de teatro y cine italiana.
- Giovanna Scoglio
- Gia Scala (nacida Giovanna Scoglio), actriz italiana.
- Giovanna Trillini, italiana que juega esgrima.
- Giovanna Alpuche, pintora mexicana.
- Giovanna Paz, cantante mexicana.
- Giovanna Nicola, cantante de ópera argentina
- Giovanna Andrade, actriz ecuatoriana
- Giorno Giovanna, personaje de ficción de la serie de animación japonesa Jojo's Bizarre Adventure.